# Leibniz-Institut für Werkstofforientierte Technologien
Das Leibniz-Institut für Werkstofforientierte Technologien - IWT – vormals Institut für Härterei-Technik – in Bremen ist ein Forschungsinstitut der Leibniz-Gemeinschaft mit dem Ziel, die Forschung auf dem Gebiet der Metallverarbeitung voranzutreiben. Als einzigem Forschungsinstitut in Deutschland arbeiten am IWT die in Deutschland traditionell getrennt agierenden Fachdisziplinen Werkstofftechnik, Fertigungstechnik und Verfahrenstechnik vereint in einem Institut zusammen.
Angesiedelt ist das IWT heute in Form einer Stiftung des privaten Rechts (seit 1975) auf dem Campus der Universität Bremen (Technologiepark Bremen, seit 1989) als mit der Universität kooperierendes, aber eigenständiges Institut. Ein Geschäftsbereich des IWT ist die Amtliche Materialprüfungsanstalt der Freien Hansestadt Bremen (MPA Bremen) (seit 1986). Eine Zweigstelle befindet sich in der Nähe des Flughafens Bremen.

## Geschichte
Das IWT blickt auf eine mehr als 75-jährige Geschichte seit dem 13. Juli 1950 zurück, an dem der Vorgänger, das Institut für Härtereitechnik (IHT), in Bremen-Lesum gegründet wurde. Dessen Vorgänger war eine Außenstelle des Instituts für Materialwissenschaft der Technischen Universität Berlin, die 1943 in den Borgward-Werken Bremen eingerichtet worden war.

### Zeittafel
- 1950 Gründung des Instituts für Härtereitechnik (IHT) in Bremen-Lesum in einer ehemaligen Kraftwagenhalle der Wehrmacht (dem heutigen Eldon-Burke-Haus der Stiftung Friedehorst)
- 1975 Überführung der Rechtsform von der eines eingetragenen Vereins in die einer Stiftung des privaten Rechts
- 1986 Integration der Amtlichen Materialprüfungsanstalt (MPA) des Landes Bremen in das Institut
- 1986 Erweiterung des Instituts um die Abteilungen Fertigungs- und Verfahrenstechnik und Umbenennung in Stiftung Institut für Werkstofftechnik (IWT)
- 1990/91 Umzug in den Institutsneubau im Technologiepark der Universität Bremen

Die Gemeinsame Wissenschaftskonferenz beschloss im April 2017, das IWT in die Leibniz-Gemeinschaft aufzunehmen. Die Aufnahme in die Leibniz-Gemeinschaft erfolgte zum 1. Januar 2018.
- 2018 Aufnahme in die Leibniz-Gemeinschaft und Umbenennung in Leibniz-Institut für Werkstofforientierte Technologien - IWT